# Kąty (Wieruszów)
Pour les articles homonymes, voir Kąty.
Kąty est une localité polonaise de la gmina de Czastary, située dans le powiat de Wieruszów en voïvodie de Łódź.